# ブラジリアン・ガード・ドッグ
ブラジリアン・ガードドッグ（英：Brazilian Guarddog）は、ブラジル原産の犬種である。ポルトガル語でフィラ・ブラジレイロ（Fira Brasiliero）といい、またブラジリアン・マスティフ（英：Brazilian Mastiff）とも呼ばれる。
16世紀頃、南アメリカに進出したスペイン人やポルトガル人が連れてきたマスティフ系の犬を祖先とする。追跡能力や攻撃性を求めて、ブラッドハウンドやオールド・イングリッシュ・ブルドッグなどを交配して作出された。番犬としてだけでなく、牧牛犬、狩猟犬としても活躍した。猟犬としては、獲物を追い詰めた後、怪我をさせずに猟師を待つことができるため、逃亡した奴隷を捕まえるためにも用いられた。犬名の「フィラ」とはポルトガル語の「確保する」に由来するという。
20世紀後半以降、アメリカ合衆国やヨーロッパなどにも輸出され人気があるが、危険であるとして飼育を禁止する国もある。1960年には国際畜犬連盟に公認犬種として登録された。

## 特徴
体高は雄65～75cm、雌60〜70cm、体重は雄50kg以上、雌40kg以上の大型犬。口吻は長く、首は太く、首の下の皮膚は垂れる（咽喉垂皮）。目は垂れ目で耳は垂れ耳。スムースコートで毛色はブリンドル、フォーン、ブラック、クリームなどさまざまである。非常に警戒心が強いが、家族に対しては忠実で優しい。